# Де Морей, Эндрю

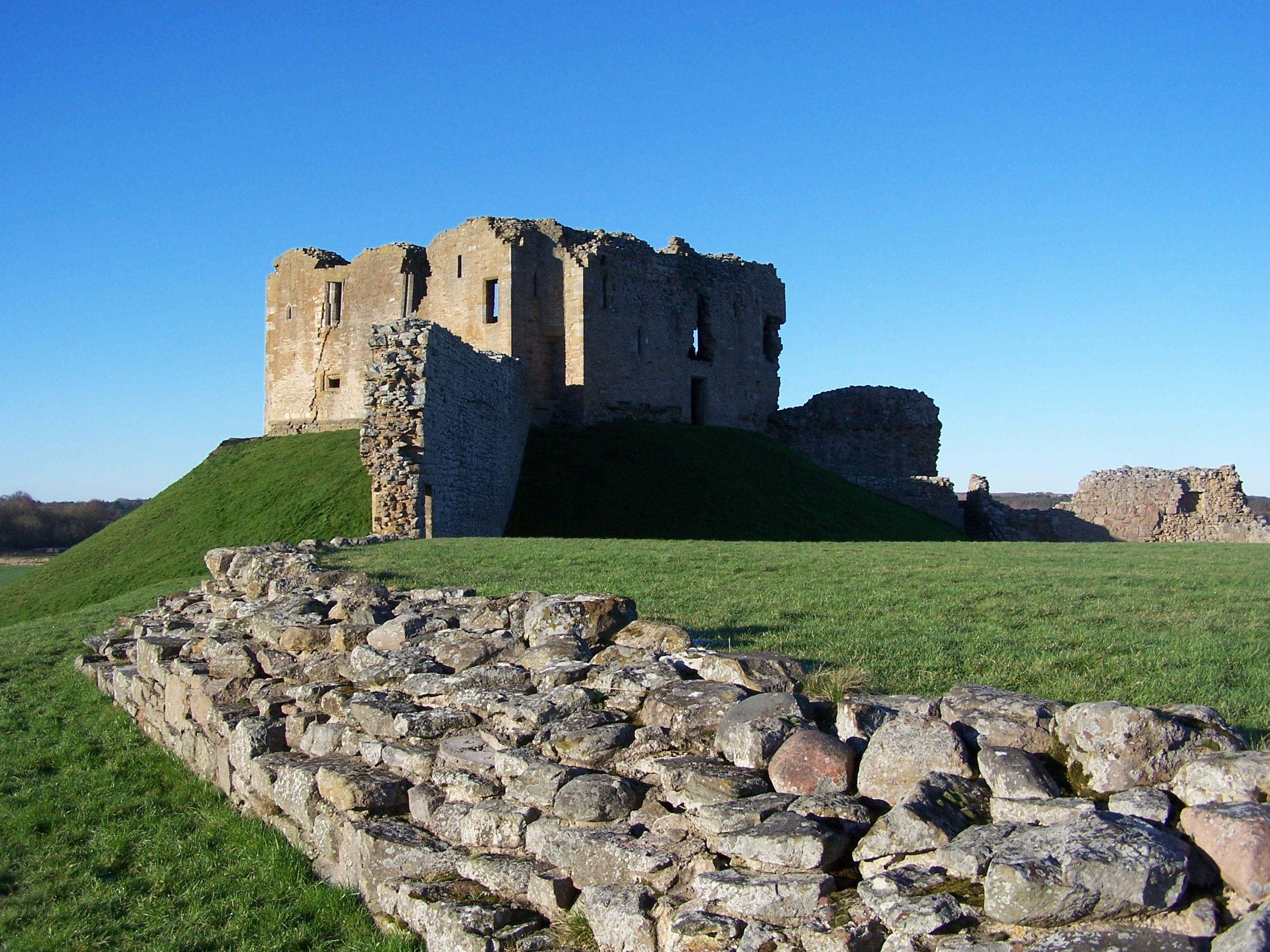
Замок Дуффус

 Эндрю Морей (Эндрю де Морей, Эндрю из Морея, Эндрю Мюррей; умер между 11 сентября и 7 ноября 1297 года) — эсквайр, участник Первой войны за независимость Шотландии. Он возглавил восстание в Северной Шотландии летом 1297 года против англичан. Впоследствии он объединил свои отряды с силами Уильяма Уоллеса, который возглавил восстание на юге Шотландии. Совместными усилиями они разбили английскую армию в битве на Стерлингском мосту. Эндрю Морей был смертельно ранен в этом сражении и умер в том же году.

## Происхождение Мореев из Петти
Эндрю Морей родился во второй половине XIII века. Дата и место его рождения неизвестны. Его отцом был сэр Эндрю Морей из Петти, юстициарий Шотландии (1289—1296), младший сын Уолтера Морея из Петти, юстициария Лотиана (1255—1257). Матерю Эндрю была дочь Джона I Комина, лорда Баденоха (около 1215 — ок. 1275). Мореи из Петти были состоятельной и влиятельной баронской семьей, владевшей поместьями в провинции Морей на северо-востоке Шотландии. Мореи ведут своё происхождение от фламандского дворянина Фрескина, который получил во владение земли от короля Шотландии Давида I и построил мотт и бейли замок Дуффус на северном берегу озера Лох-Спайни.
Провинция Морей длительное время сопротивлялась централизованной власти королей Шотландии, одержав ряд побед над королевскими войсками. Король Шотландии Дуфф Неистовый был убит, а его войско было разбито в Форресе в 967 году. В начале правления королей из Данкельдской династии провинция Морей продолжала бунтовать. Здесь были очаги сопротивления Макуильямсов и Макэтов. Шотландский король Давид I ответил на восстание, «посадив» Фрескина и других англо-нормандских дворян в этой провинции. Повстанцы вынуждены были покидать свои земли. После битвы при Стракатро провинция Морей была присоединена к королевскому домену. Она оставалась под королевской властью до 1312 года, когда король Шотландии Роберт Брюс пожаловал графство Морей своему племяннику Томасу Рэндольфу.
Хотя король Давид I и его преемники стремились навязать провинции Морей свою власть, сопротивление продолжалось. Король Малькольм IV, внук и преемник Давида I, истреблял и изгонял местное население с насиженных мест. В 1229 году Уильям Комин из Бьюкена во главе королевской армии вступил в Морей и силой подчинил провинцию власти короля Александра II. В награду он получил во владение лордство Баденох.

## Место Мореев в обществе Шотландии

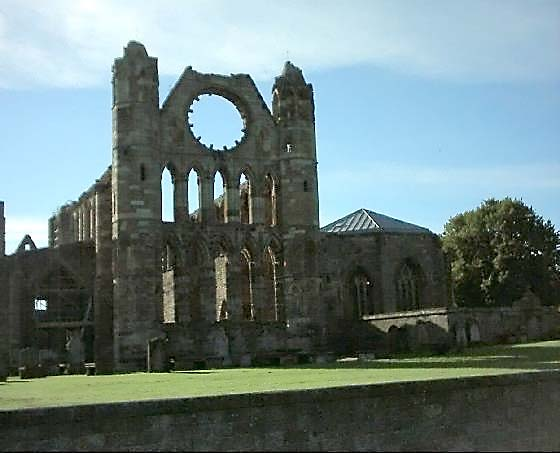
Элгинский кафедральный собор

В начале англо-шотландских войн в конце XIII века семья Морей хорошо зарекомендовала себя в Северной и Южной Шотландии. Сэр Эндрю Морей, глава линии из Мореев из Петти, владел лордствами Петти, Авох и Богарм. С 1289 года сэр Эндрю Морей исполнял обязанности юстициария Северной Шотландии. В 1280-х годах он женился на Евфимии Комин, сестре Джона Комина, лорда Баденоха, племянника короля Шотландии Джона де Баллиола. Мореи из Петти также имели связи с Дугласами из Дугласдейла.
Влияние семьи Морей не ограничивалось Северо-Восточной Шотландией. Сэр Уильям Морей из Ботвелла, старший брат сэра Эндрю, владел обширными поместьями в графствах Ланаркшир и Линкольншир. Он построил замок Ботвелл в Южном Ланаркшире. Эндрю Морей был наследником своего отца и дяди.
Мореи из Петти также обладали влиянием в шотландской средневековой церкви. Предок и тезка Эндрю Морея, Эндрю де Морей (умер в 1242), был епископом Росса (1213) и Морея (1222/1224 — 1242) и ответственным за перенос резиденции епископства в Элгин в 1224 году и строительство в городе собора. Мореи продолжали поддерживать связи с церковью. Младший брат сэра Эндрю, Дэвид Морей (умер в 1326), был ректором церкви Ботвелла в каноником Морея, а в 1299 году он был посвящен в епископы Морея. Он был одним из самых верных сторонников короля Шотландии Роберта Брюса.

## Королевство в смятении
Конец XIII века был временем глубоких потрясений для Шотландии. 19 марта 1286 года скончался 44-летний король Шотландии Александр III, не оставив наследников мужского пола (двое его сыновей скончались еще при жизни отца). После смерти Александра III королевой Шотландии была объявлена его внучка Маргарет Норвежская Дева (1283—1290), единственная дочь Маргарет Шотландской и короля Норвегии Эйрика II. В 1290 году семилетняя королева Маргарет скончалась на пути из Норвегии в Шотландию.
После пресечения Данкельдской династии крупные шотландские магнаты вступили в борьбу за вакантный королевский престол. В ноябре 1286 года Брюсы, лорды Аннандейла, попытались совершить вооруженный переговор и захватить власть, но потерпели неудачу. Тогда шотландские лорды обратились за поддержкой к ближайшему соседу, королю Англии Эдуарду I Плантагенету. Первой женой шотландского короля Александра III была принцесса Маргарита Английская (1240—1275), младшая сестра Эдуарда. Король Англии был зрелым и уважаемым правителем. Отношения между ними и недавно умершим королем Александром III были хорошими. Шотландские лорды, обратившись за поддержкой к Эдуарду, вынуждены были признать короля Англии сюзереном Шотландии. Главными претендентами на английский престол были Джон де Баллиол, лорд Галлоуэя, и Роберт Брюс, лорд Аннандейл и дед будущего короля. После длительных судебных обсуждений английский король Эдуард I Плантагенет в 1292 году утвердил новым королем Шотландии Джона де Баллиола.
Новый шотландский король Джон де Баллиол (1292—1296) признал короля Англии Эдуарда I своим сюзереном. Эдуард был полон решимости подчинить своей верховной власти Шотландию, он постоянно присутствовал в шотландских правовых и политических делах. В конце 1295 года шотландский король Джон де Баллиол отказался от ленной зависимости от Англии и заключил союзный договор с Францией. Разгневанный король Англии стал готовить карательный поход на Шотландию.

## Вторжение и поражение
Весной 1296 года Эндрю Морей вместе с отцом и дядей присоединился к шотландскому ополчению, собранному королем Джоном Баллиолом для отражения английского вторжения. Шотландские отряды под командованием графов Атолла, Росса, Мара и Джона Комина вторглись в северные английские земли, где опустошили графства Камберленд и Нортумберленд. Шотландцы осадили город Карлайл, обороной которого руководил Роберт Брюс, 6-й лорд Аннандейл и отец будущего короля.
Король Эдуард I собрал большую армию на англо-шотландской границе для вторжения в Шотландию. Он рассчитывал на поддержку ряда шотландских лордов. 25 марта 1296 года ряд из них, в том числе Роберт Брюс, лорд Аннандейл, и его сын Роберт Брюс, граф Каррик и будущий король, принесли клятву в верности королю Англии. Английская армия под командованием короля Эдуарда I пересекла границу и 30 марта осадила Берик-апон-Туид. Город был взят штурмом и разграблен в течение трех дней. 27 апреля того же 1296 года в битве при Данбаре английское войско под руководством Джона де Варенна, графа Суррея, разгромило шотландскую армию Джона де Баллиола.
После поражения при Данбаре Шотландия быстро капитулировала. Джон де Баллиол и шотландские лорды сдался королю Англии Эдуарду I в замке Монтроз. Джон де Баллиол вынужден был отказаться от королевского престола. Английский король выступил из Монтроза на север Шотландии и 26 июля 1296 года в прибыл в Элгин, где принял присягу от ряда шотландской знати, прежде чем вернуться в Англию.
Шотландские дворяне, захваченные в плен при Данбаре, были взяты в плен и отправлены в Англию в цепях. Наиболее важных заключенных, таких как сэра Эндрю Морея из Петти, доставили в Лондонский Тауэр. В английском плену сэр Эндрю Морей скончался 8 апреля 1298 года. Его сын Эндрю Морей был заключен в тюрьму в замке Честер.

## Восстание

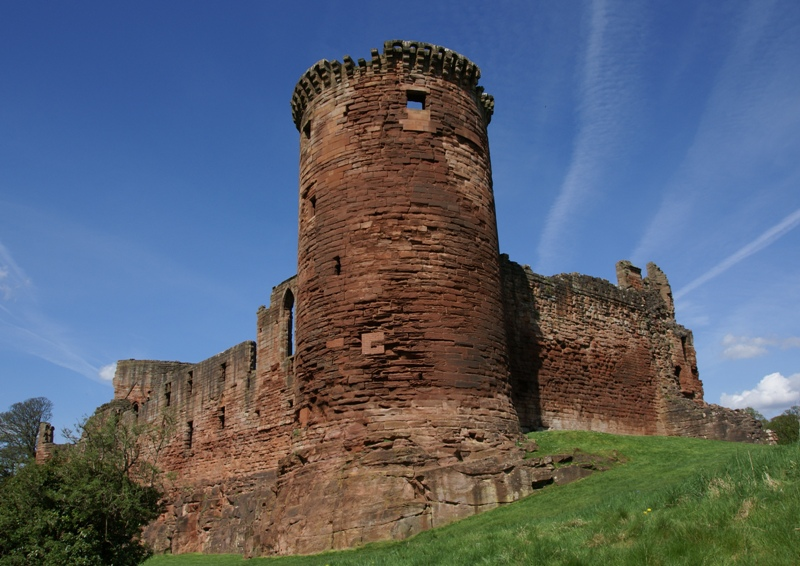
Замок Ботвелл, принадлежавший сэру Уильяму Морею, дяде Эндрю Морея

Король Англии Эдуард I ввел в Шотландии английскую администрацию, во главе которой был поставлен Джон Варенн, граф Суррей. Сэр Хью де Крессингэм, эффективный администратор на английской службе, был назначен казначеем Шотландии. На должности судей в Лотиане, Скотии (к северу от реки Форт) и Галлоуэя английскими назначенцами. Во всех крупных шотландских королевских замках были размещены английские гарнизоны. За ними последовали английские сборщики, которые стали грабить шотландское население, введя большие налоги для пополнения королевской казны. Кроме того, король Англии потребовал от шотландской знати участия в его военных действиях против Франции.
В это время Эндрю Морей находился в английском заключении. Зимой 1296—1297 года он бежал из Честерского замка. Неизвестно, каким образом или с помощью каких средств он совершил побег. Эндрю Морей вернулся в отцовские земли на севере Шотландии. В мае 1297 года в своём замке Авох в графстве Росс Эндрю Морей объявил о начале восстания против английского владычества. 3 мая 1297 года был убит Уильям Хейзелригг, английский шериф Ланаркшира. Несмотря на то, что сэр Эндрю Морей из Петти остался в тюрьме в лондонском Тауэре, где он, по-видимому, умер как заключенный короля Эдуарда, многие из его подданных охотно присоединились к его сыну.
В начале 1297 года в разных местах началось восстание против англичан и их шотландских союзников. В Северной Шотландии поднялись Аргайл и Росс. На западном побережье возглавили восстание братья Локлан Макруаири и Руаири Макруаири. Королевских чиновников убивали и уничтожали королевскую собственность. Также восстание охватило провинцию Галлоуэй на юго-востоке Шотландии, повстанцы захватывали замки, где были расквартированы английские гарнизоны. В Файфе во главе восставших были граф Макдуф Файфский и его сыновья.

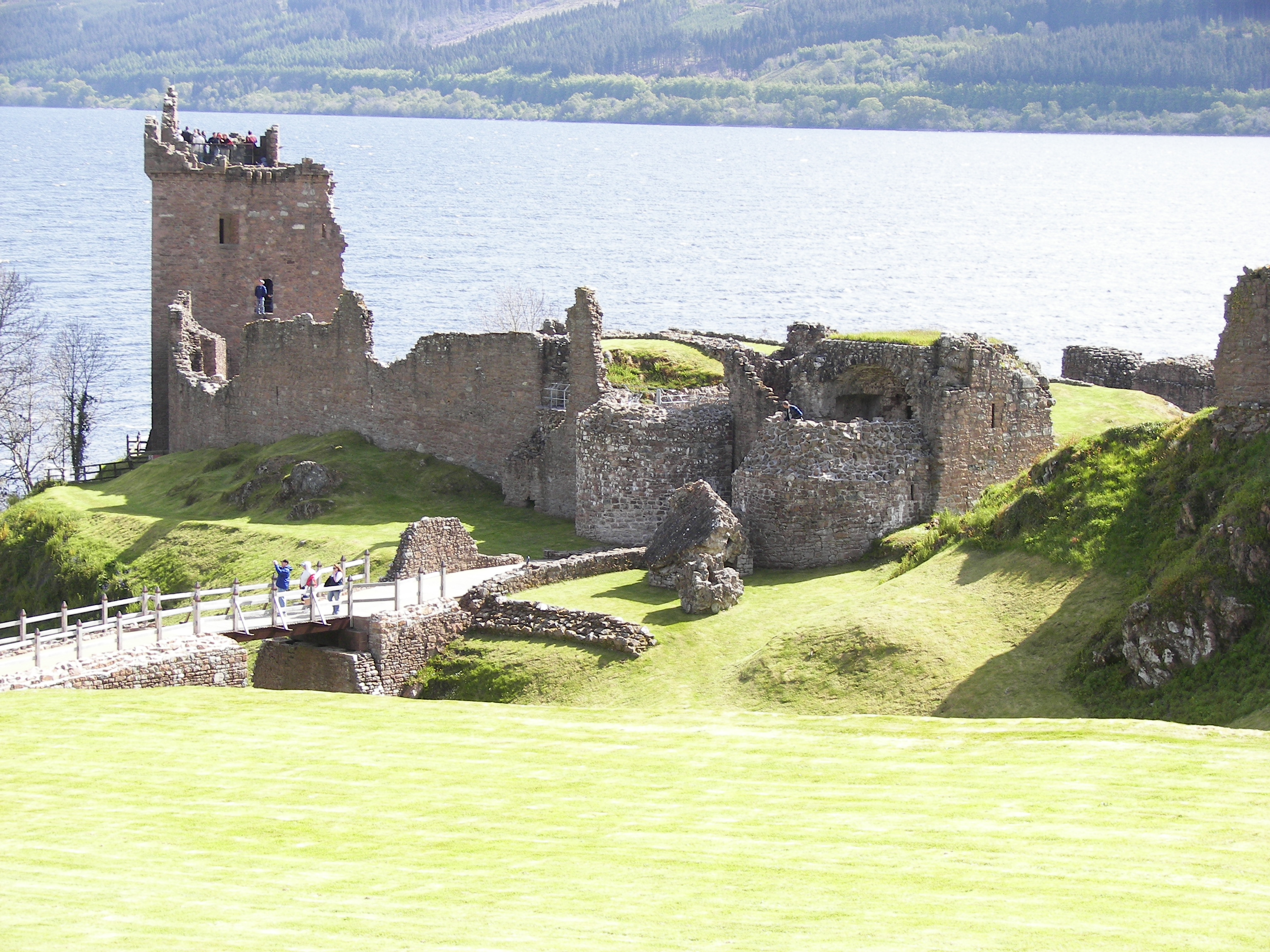
Замок Аркарт

Эндрю Морей возглавил восстание в провинции Морей. Главным приверженцем короля Англии в этой провинции был сэр Реджинальд Шейн, шотландский шериф Элгина, который получил от Эдуарда I приказ подавить начавшийся бунт. Эндрю Морей безуспешно осаждал замок Аркарт, который держал сэр Уильям Фицуорин. Летом 1297 года восстание расширилось, шотландцы взяли все замки в провинции Морей, в том числе пал замок Аркарт. Английский король Эдуард I решил использовать верных ему шотландских лордов для подавления восстания в Морее. Среди тех, кто получил королевский приказ, был Генри Чейн, епископ Абердина, Гартнат де Мар, наследник графа Мара, чей отец находился в Лондонском Тауэре, Джон Комин, граф Бьюкен, и его брат Александр Комин. Братья Джон и Александр Комины получили приказ оставаться в Морее до тех пор, пока не будет подавлено восстание. Шотландские лорды выступили против восставших из Абердина в начале июля 1297 года. На берегу реки Спей в Энзи они встретились с повстанцами Эндрю Морея. Шотландские лорды не стали вступать в битву с повстанческими отрядами Эндрю Морея, обе стороны отвели свои силы.
В то время как Эндрю Морей захватил контроль над Северной Шотландией, Уильям Уоллес поднял восстание на юге Шотландии. Среди его сторонников были Джеймс Стюарт, лорд-стюард Шотландии, и Роберт Уишарт, епископ Глазго. К восстанию присоединился Роберт Брюс, граф Каррик и будущий король Шотландии.
Эдуард I, не сумев справиться с Эндрю Мореем с помощью оружия, решил прибегнуть к более тонким методам. Король предложил освободить из Тауэра сэра Эндрю Морея из Петти, чтобы он участвовал в английской кампании во Фландрии, если его сын готов занять место в Тауэре в качестве королевского заложника. 28 августа 1297 года на имя Эндрю Морея была выдана королевская грамота о безопасном проезде в Англию. Неизвестно, дошло ли письмо до Эндрю Морея, но если это так, оно было проигнорировано, а его отец был вынужден остаться в заключении в Тауэре, где скончался 4 апреля 1298 года.

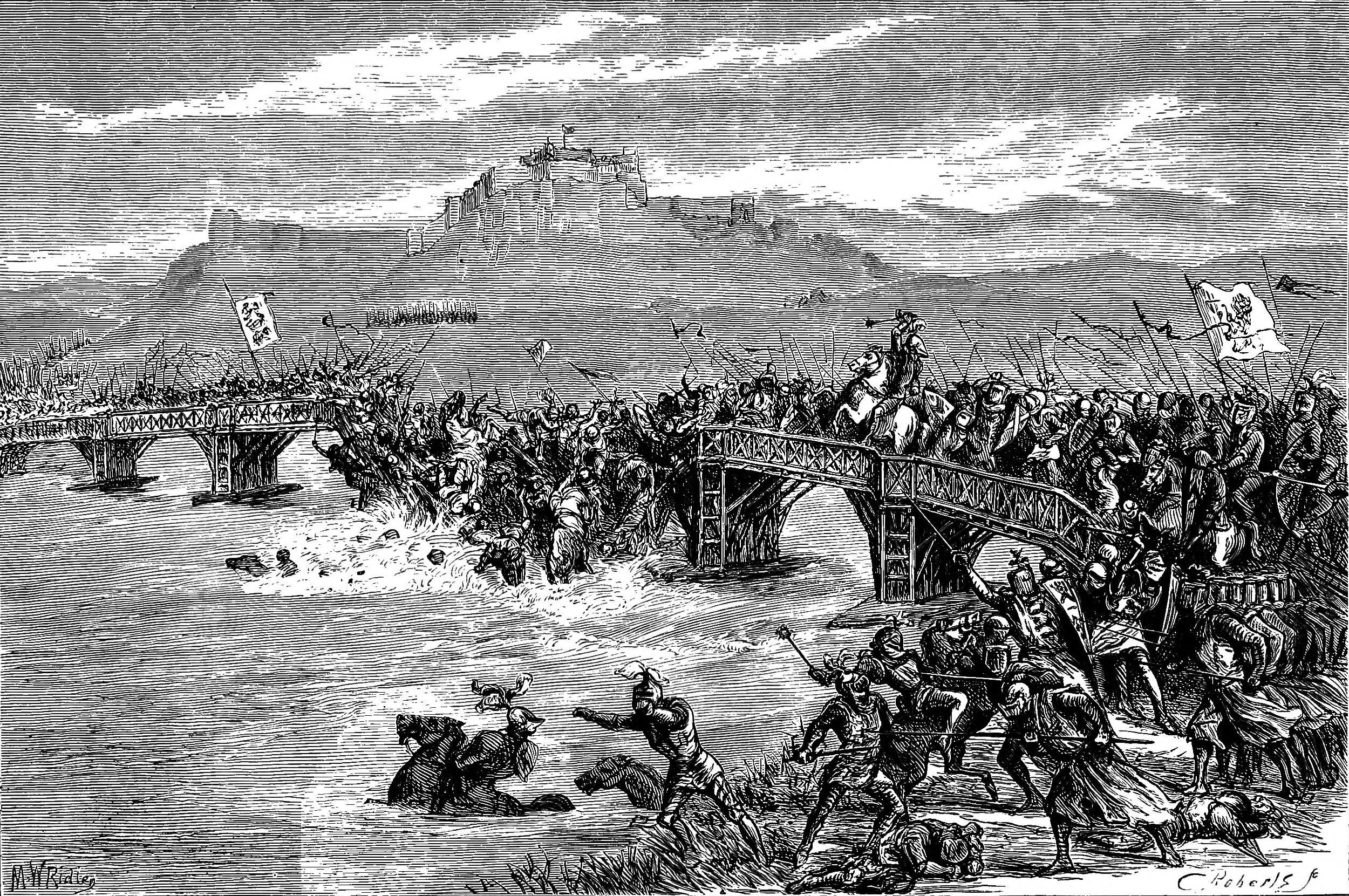
Викторианское изображение битвы на Стерлингском мосту

Восставшие шотландцы захватили все замки к северу от реки форт, только в Данди еще держался английский гарнизон. В сентябре 1297 года повстанцы приступили к осаде Данди. В конце лета 1297 года в Центральную Шотландию была направлена английская армия под командованием Джона де Варенна, графа Суррея. Эндрю Морей и Уильям Уоллес, оставив часть сил для осады Данди, выступили со своей армией в замок Стерлинг, где стали ждать подхода английской армии. 11 сентября 1297 года в битве на Стерлингском мосту шотландцы разгромили десятитысячное английское войско под командованием графа Суррея. Англичане потеряли убитыми 100 знатных рыцарей и 5000 пехотинцев. По мнению большинства историков, согласно первой версии Эндрю Морей был убит в битве на Стерлингском мосту; согласно второй лишь тяжело ранен и скончался от полученной раны не позже 7 ноября того же года. После смерти Эндрю Морея Уильям Уоллес стал единоличным предводителем шотландского восстания против английского владычества.
Через несколько месяцев после смерти Эндрю Морея его вдова, имя которой неизвестно, родила сына, по имени Эндрю. Эндрю Морей (1298—1338) унаследовал лордства Авох, Петти и Ботвелл в Шотландии, а также дважды занимал должность хранителя (регента) Шотландии в 1332—1333, 1335—1338 годах.